# Metalway Festival
Metalway Festival est un festival en plein-air consacré au heavy metal qui a lieu chaque année depuis 2005 en Espagne (excepté en 2007). Il a succédé au festival Metal Mania.

## Programmation

### 2005
Le 13, 14 et 15 août à Gernika :
Accept, Manowar, Korn, Saxon, Motörhead, W.A.S.P., Running Wild, Children Of Bodom, Kreator, Moonspell, Obituary, Sodom, Su Ta Gar, Tierra Santa, Sonata Arctica, Sentenced, Beyond Fear, Primal Fear, Machine Men, Apocalyptica, Labyrinth.

### 2006
Deux éditions ont eu lieu le même week-end en 2006, l'une à Gernika, l'autre à Jerez de la Frontera, avec des affiches très proches.
Le 28, 29 et 30 juillet à Gernika :
Megadeth, Blind Guardian, Annihilator, Ministry, Gamma Ray, Helloween, Kreator, Testament, Stratovarius, Jon Oliva's Pain, Within Temptation, Sodom, Edguy, Rage, Primal Fear, Brainstorm, Arch Enemy, Finntroll, Celtic Frost, The Gathering, My Dying Bride, Moonspell, Nevermore, Metal Church, Axxis, Crucified Barbara, Benedictum, Dark Funeral, Gotthard, Barón Rojo, Dreamaker, Illdisposed, Runic, Hamlet, Koma, Angeles Del Infernio.
Le 28, 29 et 30 juillet à Jerez de la Frontera :
Megadeth, Blind Guardian, Annihilator, Helloween, Saxon, Kreator, Testament, Stratovarius, Jon Oliva's Pain, Within Temptation, Sodom, Edguy, Rage, Primal Fear, Brainstorm, Celtic Frost, The Gathering, Moonspell, Nevermore, Metal Church, Axxis, Benedictum, Gotthard, Barón Rojo, Dreamaker, Runic, Sphynx, Angeles Del Infernio, Angel Of Doom.

### 2008
le 12 juillet à Saragosse :
Iron Maiden, Slayer, Iced Earth, Avantasia, Avenged Sevenfold, Rose Tattoo, Barón Rojo, Lauren Harris.